# Okamuraea plicata
Okamuraea plicata là một loài Rêu trong họ Leucodontaceae. Loài này được Cardot mô tả khoa học đầu tiên năm 1912.